# 양요한
양요한(1995년 9월 7일 ~ )은 대한민국의 뮤지컬 배우다.

## 방송
- 펜트하우스 2 (2021) - 김성준 역
- 오빠시대 (2023) - Top20(15위)

## 공연
- 뉴 사랑을 이루어 드립니다 (2022) - 성민 역
- 뮤지컬 그날들 (2023)-스윙
- 쇼뮤지컬 와일드와일드 (2025)

## 수상
- 크레아티보 아르테 뮤지컬 부문 대상 (2019)
- 한음아트페스티벌 뮤지컬 부문 2등 (2020)
- 동아 뮤지컬 콩쿨 장려상 (2021)